# Habitatges al carrer Mestre Ros, 6-12 (Castellar del Vallès)
Els Habitatges al carrer Mestre Ros, 6-12 és una obra de Castellar del Vallès (Vallès Occidental) inclosa a l'Inventari del Patrimoni Arquitectònic de Catalunya.

## Descripció
Es tracta d'habitatges unifamiliars situats al carrer Mestre Ros. La façana mostra un distribució simètrica, l'eix de simetria ve donat per la porta d'entrada i a cada banda de la mateixa una finestra rectangular. La decoració de la façana ve donada, bàsicament per la decoració geomètrica i vegetal esgrafiada, situada a la llinda de les portes i finestres, i al apart inferior de les finestres dibuixant un fris. L'acabament de la façana presenta un petit ràfec amb motllures i als extrems uns merlets esglaonats. Les finestres tenen una reixa de ferro forjat amb un joc de motius geomètrics.